# PSA World Tour 2010/11
Die PSA World Tour 2010/11 umfasst alle Squashturniere der Herren-Saison 2010/11 der PSA World Tour. Sie begann am 1. August 2010 und endete am 31. Juli 2011. Die nach dem Monat sortierte Übersicht zeigt den Ort des Turniers an, dessen Namen, das ausgeschüttete Gesamtpreisgeld, sowie den Sieger des Turniers. In der abschließenden Tabelle werden sämtliche Turniersieger nach der Menge ihrer Titel aufgelistet. Dabei ist es nicht relevant, welche Wertigkeit die vom Spieler gewonnenen Turniere besaßen, auch wenn eine entsprechende Erfassung erfolgt.
In der Saison 2010/11 fanden insgesamt 126 Turniere statt. Das Gesamtpreisgeld betrug 3.318.100 US-Dollar.

## Tourinformationen

### Anzahl nach Turnierserie
| Turnierserie | WM 1 | WS F 2 | WS Pl 3 | WS Go 4 | In 70 5 | In 50 | In 35 | In 25 | Ch 15 5 | Ch 10 | Ch 5 |
| ------------ | ---- | ------ | ------- | ------- | ------- | ----- | ----- | ----- | ------- | ----- | ---- |
| Anzahl       | 1    | 1      | 6       | 3       | 2       | 6     | 4     | 10    | 9       | 31    | 53   |
| Gesamt       | 1    | 10     | 10      | 10      | 22      | 22    | 22    | 22    | 93      | 93    | 93   |

 1 PSA Weltmeisterschaft

 2 PSA World Series Finals

 3 PSA World Series Platinum

 4 PSA World Series Gold

 5 PSA International

 6 PSA Challenger

## Turnierplan

### August
| Datum         | Ort      | Turnier                                                      | Preisgeld | Sieger              |
| ------------- | -------- | ------------------------------------------------------------ | --------- | ------------------- |
| 05.08.–07.08. | Sydney   | NSW Open 2010                                                | $ 7.000   | Jens Schoor         |
| 08.08.–15.08. | Canberra | CSR Viridian Australian Open 2010                            | $ 142.500 | Nick Matthew        |
| 23.08.–28.08. | Lima     | Tour de las Americas – Regatas Open 2010                     | $ 6.000   | Tom Pashley         |
| 23.08.–29.08. | Hongkong | Cathay Pacific Sun Hung Financial Hong Kong Squash Open 2010 | $ 147.500 | Ramy Ashour         |
| 30.08.–04.09. | Dublin   | Cannon Kirk Homes Irish Open 2010                            | $ 25.000  | Mohd Azlan Iskandar |

### September
| Datum         | Ort           | Turnier                                                    | Preisgeld | Sieger                  |
| ------------- | ------------- | ---------------------------------------------------------- | --------- | ----------------------- |
| 02.09.–05.09. | Bogotá        | XIII Abierto Colombiano de Squash 2010                     | $ 30.000  | Miguel Ángel Rodríguez  |
| 03.09.–05.09. | Coffs Harbour | North Coast Open 2010                                      | $ 3.000   | Mike Corren             |
| 08.09.–11.09. | Hongkong      | Buler Challenge Cup 2010                                   | $ 6.000   | Leo Au                  |
| 08.09.–11.09. | San José      | Tour de las Americas – Costa Rica Open de Squash 2010      | $ 6.750   | Robin Clarke            |
| 15.09.–18.09. | Shanghai      | Bailian Youyicheng Shopping Mall & Yangzu Store China 2010 | $ 11.500  | Aaron Frankcomb         |
| 15.09.–20.09. | Manchester    | ROWE British Grand Prix 2010                               | $ 92.500  | Ramy Ashour             |
| 18.09.–19.09. | Millicent     | Millicent Open 2010                                        | $ 4.000   | Mike Corren             |
| 22.09.–25.09. | Hawally       | Jena Real Estates No. 2 Squash Open 2010                   | $ 15.000  | Mohammed Ali Anwar Reda |
| 22.09.–26.09. | Wakayama      | Pro Squash Kansai in Japan 2010                            | $ 4.000   | Omar Abdel Meguid       |
| 27.09.–02.10. | Chicago       | Metrosquash US Open 2010                                   | $ 80.000  | Wael El Hindi           |
| 29.09.–02.10. | London        | The Nash Cup 2010                                          | $ 6.500   | Jan Koukal              |

### Oktober
| Datum         | Ort                 | Turnier                                 | Preisgeld | Sieger                 |
| ------------- | ------------------- | --------------------------------------- | --------- | ---------------------- |
| 05.10.–09.10. | Phoenix             | The Don Thomas Phoenix Open 2010        | $ 11.925  | Stéphane Galifi        |
| 07.10.–12.10. | Belo Horizonte      | Tour de las Americas – Brazil Open 2010 | $ 10.000  | Rafael Alarçón         |
| 12.10.–17.10. | Dublin              | Leinster Open 2010                      | $ 6.000   | Henrik Mustonen        |
| 14.10.–17.10. | Quito               | Ecuador Squash Open 2010                | $ 15.000  | Miguel Ángel Rodríguez |
| 14.10.–17.10. | Houston             | Champion Fiberglass Houston Open 2010   | $ 12.000  | Borja Golán            |
| 15.10.–19.10. | Amman               | First Insurance Squash Open 2010        | $ 3.000   | Charles Sharpes        |
| 16.10.–24.10. | el-Guna             | El Gouna International 2010             | $ 142.500 | Karim Darwish          |
| 20.10.–23.10. | Niagara-on-the-Lake | The White Oaks Cup 2010                 | $ 10.000  | Márk Krajcsák          |
| 21.10.–24.10. | São Paulo           | PSA Sao Paulo Open de Squash 2010       | $ 10.000  | Stephen Coppinger      |
| 28.10.–31.10. | Ottawa              | Goodlife Open 2010                      | $ 10.000  | Julian Illingworth     |
| 28.10.–31.10. | Hongkong            | Crocodile Challenge Cup 2010            | $ 6.000   | Max Lee                |
| 28.10.–02.11. | Kuwait              | Kuwait Open 2010                        | $ 172.500 | Ramy Ashour            |

### November
| Datum         | Ort                    | Turnier                            | Preisgeld | Sieger            |
| ------------- | ---------------------- | ---------------------------------- | --------- | ----------------- |
| 04.11.–07.11. | Madison                | Madison Open 2010                  | $ 6.000   | Shaun Le Roux     |
| 04.11.–07.11. | Vancouver              | BC Honda Dealers Open PSA 2010     | $ 10.000  | Chris Simpson     |
| 05.11.–12.11. | Doha                   | Qatar Classic 2010                 | $ 147.500 | Karim Darwish     |
| 09.11.–14.11. | Baltimore              | Baltimore Cup 2010                 | $ 10.000  | Jan Koukal        |
| 12.11.–13.11. | Delft                  | Kean Open 2010                     | $ 4.000   | Omar Abdel Meguid |
| 12.11.–14.11. | Caboolture             | Caboolture Open 2010               | $ 3.000   | Mike Corren       |
| 16.11.–21.11. | Rotterdam              | Dutch Open Squash 2010             | $ 30.000  | Cameron Pilley    |
| 17.11.–20.11. | Santiago de Compostela | Ciudad de Santiago Trophy 2010     | $ 31.175  | Adrian Grant      |
| 18.11.–21.11. | Rhode Island           | Rhodysquash Rhode Island Open 2010 | $ 10.000  | Shawn Delierre    |
| 19.11.–21.11. | Mackay                 | Mackay Open 2010                   | $ 3.000   | Mike Corren       |
| 20.11.–21.11. | Sankt Petersburg       | Petersburg Squash Cup 2010         | $ 3.000   | Mazen Gamal       |
| 23.11.–26.11. | Wien                   | Vienna Cottage Open 2010           | $ 3.000   | Jonathan Harford  |
| 24.11.–27.11. | London                 | Coronation London Open Squash 2010 | $ 20.000  | Stewart Boswell   |
| 24.11.–27.11. | Nairobi                | Kenya Open 2010                    | $ 7.000   | Andrew Wagih      |
| 25.11.–28.11. | Saskatoon              | Saskatoon Boast 2010               | $ 10.000  | Laurence Delasaux |
| 26.11.–01.12. | Athen                  | Oaa Greek Open 2010                | $ 3.750   | Jens Schoor       |
| 30.11.–05.12. | Edmonton               | Edmonton Open 2010                 | $ 10.000  | Shawn Delierre    |

### Dezember
| Datum         | Ort        | Turnier                                  | Preisgeld | Sieger              |
| ------------- | ---------- | ---------------------------------------- | --------- | ------------------- |
| 02.12.–10.12. | al-Chubar  | Squash-Weltmeisterschaft 2010            | $ 327.500 | Nick Matthew        |
| 07.12.–12.12. | Boca Raton | Betty F. Griffin Florida State Open 2010 | $ 6.000   | Alfredo Ávila       |
| 09.12.–12.12. | Teneriffa  | Canary Islands Open 2010                 | $ 6.000   | Amr Khaled Khalifa  |
| 09.12.–12.12. | Bratislava | Imet Open 2010                           | $ 5.000   | Lucas Serme         |
| 11.12.–12.12. | Brescia    | Progetto 6 Open 2010                     | $ 3.000   | Abdullah Al Muzayen |
| 14.12.–19.12. | Neu-Delhi  | Punj Lloyd PSA Masters 2010              | $ 192.500 | Nick Matthew        |
| 16.12.–19.12. | Palma      | Spanish Open Trofeo Barcelo 2010         | $ 10.000  | Simon Rösner        |
| 16.12.–19.12. | Pittsburgh | Pittsburgh Open 2010                     | $ 10.000  | Shawn Delierre      |

### Januar
| Datum         | Ort             | Turnier                                                 | Preisgeld | Sieger                   |
| ------------- | --------------- | ------------------------------------------------------- | --------- | ------------------------ |
| 07.01.–09.01. | Nîmes           | Open du Gard 2011                                       | $ 5.000   | Ali Farag                |
| 11.01.–15.01. | London          | PSA World Series Finals 2010/11                         | $ 110.000 | Finale nicht ausgetragen |
| 12.01.–17.01. | Rhos-on-Sea     | Le Sport Open 2011                                      | $ 5.000   | Joe Lee                  |
| 13.01.–16.01. | North Vancouver | Comfort Inn Open 2011                                   | $ 35.000  | Daryl Selby              |
| 14.01.–16.01. | Hoofddorp       | Meersquashheroes Open 2011                              | $ 5.000   | Ali Farag                |
| 19.01.–22.01. | St. Louis       | The Racquet Club Invitational 2011                      | $ 10.000  | Henrik Mustonen          |
| 19.01.–27.01. | New York City   | J. P. Morgan Tournament of Champions 2011               | $ 115.000 | Ramy Ashour              |
| 20.01.–23.01. | Calgary         | Talisman Energy Bankers Hall Club Pro-Am 2011           | $ 10.000  | Chris Simpson            |
| 21.01.–23.01. | Queensland      | Australia Day Challenge 2011                            | $ 5.000   | Bradley Hindle           |
| 21.01.–23.01. | Barcelona       | XIII Open Internacional D’Squash Esportiu Rocafort 2011 | $ 5.000   | Jens Schoor              |
| 26.01.–29.01. | Kuwait (Stadt)  | Kuwait Challenger 5 Open 2011                           | $ 6.000   | Amr Khaled Khalifa       |
| 26.01.–30.01. | Philadelphia    | Fairmount AC Open 2011                                  | $ 5.000   | Julien Balbo             |
| 26.01.–31.01. | Detroit         | Motor City Open 2011                                    | $ 50.000  | Mohamed Elshorbagy       |

### Februar
| Datum         | Ort       | Turnier                                         | Preisgeld | Sieger              |
| ------------- | --------- | ----------------------------------------------- | --------- | ------------------- |
| 01.02.–06.02. | Linköping | Case Swedish Open 2011                          | $ 60.000  | Nick Matthew        |
| 02.02.–07.02. | Chicago   | Brit Insurance Metrosquash Windy City Open 2011 | $ 10.000  | Oliver Pett         |
| 03.02.–06.02. | Halifax   | Bluenose Squash Classic 2011                    | $ 50.000  | Mohd Azlan Iskandar |
| 07.02.–10.02. | Kisch     | 3rd Kish Persian Gulf Cup 2011                  | $ 10.000  | Danish Atlas Khan   |
| 08.02.–13.02. | Mikkeli   | Savcor Finnish Open 2011                        | $ 15.000  | Stephen Coppinger   |
| 10.02.–13.02. | Bethesda  | National Capital Open 2011                      | $ 11.000  | Amr Khaled Khalifa  |
| 14.02.–16.02. | Arak      | International Fajr 2011                         | $ 5.000   | Danish Atlas Khan   |
| 20.02.–26.02. | Richmond  | North American Open 2011                        | $ 115.000 | Nick Matthew        |
| 25.02.–27.02. | Salzburg  | Austrian Open 2011                              | $ 5.000   | Steven Finitsis     |
| 27.02.–02.03. | Istanbul  | Avrupa Konutlari International Squash Open 2011 | $ 10.000  | Omar Mosaad         |
| 28.02.–03.03. | Denver    | Hashim Khan Championships 2011                  | $ 5.000   | Charles Sharpes     |

### März
| Datum         | Ort          | Turnier                                                      | Preisgeld | Sieger             |
| ------------- | ------------ | ------------------------------------------------------------ | --------- | ------------------ |
| 02.03.–04.03. | Teheran      | Norooz International 2011                                    | $ 6.000   | Danish Atlas Khan  |
| 03.03.–06.03. | Los Angeles  | KIG Open 2011                                                | $ 25.000  | Jonathan Kemp      |
| 08.03.–13.03. | Winnipeg     | Winnipeg Building & Decorating Ltd Manitoba Open Squash 2011 | $ 25.000  | Adrian Grant       |
| 14.03.–19.03. | Calgary      | Calgary Winter Club Rocky Mountain Open 2011                 | $ 35.000  | David Palmer       |
| 17.03.–20.03. | Genf         | 38th Swiss Open Squash Championships 2011                    | $ 5.000   | Kashif Shuja       |
| 17.03.–20.03. | Kuala Lumpur | CIMB KL Open Squash Championship 2011                        | $ 50.000  | Karim Darwish      |
| 19.03.–25.03. | London       | ISS Canary Wharf Squash Classic 2011                         | $ 50.000  | Nick Matthew       |
| 19.03.–25.03. | Montreal     | National Bank Financial Group Open 2011                      | $ 35.000  | Hisham Mohd Ashour |
| 25.03.–27.03. | Canberra     | ACT Open 2011                                                | $ 5.000   | Mike Corren        |
| 28.03.–31.03. | Islamabad    | Pakistan International Squash Circuit No.1 2011              | $ 12.000  | Nasir Iqbal        |
| 29.03.–03.03. | Brisbane     | Hibiscus Gardens Open 2011                                   | $ 15.000  | Stephen Coppinger  |
| 29.03.–03.03. | Kalkutta     | Kolkata International 2011                                   | $ 35.000  | Karim Darwish      |

### April
| Datum         | Ort          | Turnier                                     | Preisgeld | Sieger            |
| ------------- | ------------ | ------------------------------------------- | --------- | ----------------- |
| 02.04.–03.04. | Baillargues  | PSA de Baillargues 2011                     | $ 5.000   | Grégoire Marche   |
| 04.04.–10.04. | Williamstown | Berkshire Squash Open 2011                  | $ 30.000  | Wael El Hindi     |
| 11.04.–16.04. | Ontario      | Sudbury Northern Ontario Champs 2011        | $ 15.000  | Shahier Razik     |
| 13.04.–16.04. | Dublin       | Cannon Kirk Homes Irish Squash Open 2011    | $ 25.000  | Tarek Momen       |
| 14.04.–16.04. | Kiew         | 1st Ukrainian Squash Open 2011              | $ 5.000   | Jens Schoor       |
| 14.04.–17.04. | Hongkong     | Buler Squash Challenge Cup 2011             | $ 10.000  | Aaron Frankcomb   |
| 15.04.–19.04. | Amman        | Aramex Squash Open 2011                     | $ 5.000   | Marwan Elshorbagy |
| 20.04.–23.04. | Rochester    | Rochester Proam 2011                        | $ 6.000   | Alfredo Ávila     |
| 21.04.–24.04. | Galway       | Paddy Whack Walsh West of Ireland Open 2011 | $ 5.000   | Oliver Pett       |

### Mai
| Datum         | Ort             | Turnier                                                      | Preisgeld | Sieger             |
| ------------- | --------------- | ------------------------------------------------------------ | --------- | ------------------ |
| 05.05.–10.05. | Kairo           | Egyptian Squash Circuit No. 1 2011                           | $ 10.000  | Amr Khaled Khalifa |
| 10.05.–15.05. | Goiânia         | Goiania Powerade Open 2011                                   | $ 10.000  | Campbell Grayson   |
| 12.05.–19.05. | Hurghada        | Hurghada International 2011                                  | $ 77.500  | Ramy Ashour        |
| 16.05.–21.05. | Lahore          | 1st Prime Minister FMC International Pakistan Circuit 2 2011 | $ 12.000  | Yasir Butt         |
| 17.05.–22.05. | Guatemala-Stadt | IV Torneo Internacional Sporta 2011                          | $ 15.000  | Arturo Salazar     |
| 24.05.–29.05. | Dourados        | 2nd Cerdil Squash Open 2011                                  | $ 10.000  | Adrian Waller      |
| 24.05.–29.05. | Maidstone       | Kent Open 2011                                               | $ 10.000  | Chris Ryder        |
| 27.05.–29.05. | Perth           | City of Perth Int. Squash Challenge 2011                     | $ 5.000   | Mike Corren        |
| 27.05.–30.05. | Kriens          | Pilatus Cup 2011                                             | $ 10.000  | Kristian Frost     |

### Juni
| Datum         | Ort          | Turnier                                              | Preisgeld | Sieger             |
| ------------- | ------------ | ---------------------------------------------------- | --------- | ------------------ |
| 01.06.–04.06. | Asunción     | Tour de las Americas – Paraguay Open 2011            | $ 6.000   | Adrian Waller      |
| 02.06.–07.06. | Alexandria   | Egyptian Squash Circuit No. 2 2011                   | $ 10.000  | Amr Khaled Khalifa |
| 03.06.–06.06. | Kalgoorlie   | Golden Open PSA International 2011                   | $ 5.000   | Matthew Karwalski  |
| 06.06.–11.06. | Resistencia  | Tour de las Americas – Regatas Resistencia Open 2011 | $ 10.000  | Jan Koukal         |
| 10.06.–12.06. | Millicent    | Millicent Open 2011                                  | $ 5.000   | Mike Corren        |
| 15.06.–18.06. | Kuwait       | Jena International Squash Champs 2011                | $ 15.000  | Simon Rösner       |
| 15.06.–19.06. | Adelaide     | South Australia Open 2011                            | $ 5.000   | Kashif Shuja       |
| 20.06.–25.06. | Saint-Pierre | Squash Pro Reunion Open 2011                         | $ 25.000  | Mohamed Elshorbagy |
| 21.06.–26.06. | Veracruz     | Boca del Rio-Veracruz International Open 2011        | $ 22.000  | Eric Gálvez        |

### Juli
| Datum         | Ort            | Turnier                                       | Preisgeld | Sieger                  |
| ------------- | -------------- | --------------------------------------------- | --------- | ----------------------- |
| 07.07.–10.07. | Melbourne      | Victoria Open 2011                            | $ 5.000   | Leo Au                  |
| 07.07.–10.07. | Beirut         | Senses Squash Open 2011                       | $ 5.000   | Abdullah Al Muzayen     |
| 15.07.–17.07. | Hobart         | Tasmanian Open 2011                           | $ 5.000   | Leo Au                  |
| 18.07.–20.07. | Gorgan         | Milad Open 2011                               | $ 6.000   | Farhan Zaman            |
| 20.07.–23.07. | Kuala Lumpur   | CIMB Malaysian Open Squash Championships 2011 | $ 50.000  | Grégory Gaultier        |
| 22.07.–24.07. | Brisbane       | Hitachi Queensland Open 2011                  | $ 5.000   | Zac Alexander           |
| 22.07.–25.07. | Kuwait         | Kuwait Squash Federation 2011                 | $ 6.000   | Abdullah Al Muzayen     |
| 23.07.–28.07. | Kairo          | Sportsmax Open Squash Championship 2011       | $ 25.000  | Mohammed Ali Anwar Reda |
| 27.07.–30.07. | Salt Lake City | Squashworks Salt Lake City Open 2011          | $ 10.000  | Julian Illingworth      |
| 28.07.–31.07. | Sydney         | New South Wales Open 2011                     | $ 5.000   | Raphael Kandra          |